# Vila Anastácio
Vila Anastácio é um bairro da região oeste de São Paulo. Pertence ao distrito da Lapa e administrado pela Subprefeitura da Lapa.

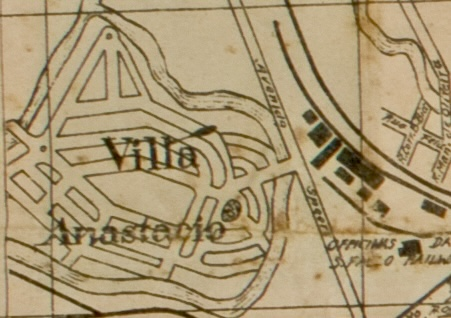
Traçado do bairro, Mapa Oficial da cidade em 1929.

No século XVIII a região onde hoje encontra-se o bairro constituía a propriedade de um militar. A fazenda do coronel Anastácio de Freitas Trancoso, daí o nome do bairro, era cortada por um caminho dos bandeirantes, o Caminho dos Goiases que ligava a São Paulo ao atual Centro-Oeste brasileiro. O bairro em si foi criado em 1919, devido ao crescimento da Lapa e a partir de 1925, com o término da Primeira Guerra Mundial, passou a ser ocupado por imigrantes europeus que buscavam emprego e melhores condições de vida.
Influencia da comunidade Húngara é muito grande bairro, a começar pela atual Paroquia de Santo Estevão Reis, construída por Húngaros e lideradas pelo saudoso Padre Arnaldo (D. Arnaldo Szelecz) que chegou ao Brasil em 1931 e inaugurou a Paróquia de Vila Anastácio em 1939 e faleceu em 1972, hoje a no Bairro existe a Praça Padre Arnaldo em sua Homenagem, Padre Arnaldo era também Professor de Geografia e lecionou no Colégio Santo Américo, que ele também ajudou a fundar , bem como o Mosteiro São Geraldo, inicialmente no Centro de São Paulo, bairro de Higienópolis e atualmente na zona Sul, bairro do Morumbi.
Futebol os Húngaros também marcaram presença em 1920 Surgiu o Esporte Clube Húngaro Ypiranga, em 1925 a Associação Húngaro Anastácio, início da década de trinta 25/01/1932 ( conforme matéria do jornal A GAZETA ESPORTIVA de 07/11/1957 ], falando do aniversário de 25 anos ) Grupo de Húngaros fundaram a Equipe (CRCR) - Comunidade Romana Católica do Rei Santo Estevam, e posteriormente passou a Chamar (GERSE) Gremio Esportivo e Recreativo Santo Estevam, e em 21/08/1959 (Conforme Diário Oficial de 22/09/1959) passou a chamar (SERVA) Sociedade Esportiva e Recreativa de Vila Anastácio e existe ainda hoje.
Influência Húngara no Bairro criou o Grupo de Escoteiros Botocudos e sua sede era próximo onde hoje está a Ponte Comunidade Húngara.
Também havia no Bairro o Cine Santo Estevão, onde trabalhava o Pai do Zé do Caixão (José Mojica), e a Drogaria Santo Estevão fundada em 07/06/1950, conforme contrato social na junta comercial de São Paulo.
Presença de outros Imigrantes também era Grande no Bairro, Italianos, Espanhois, Japoneses, Romenos, Croatas, Russos, Sirios, Libaneses e Lituanos (grande número).
Atualmente o bairro está sendo modificado com a chegada de prédios luxuosos e projetos ecológicos ao redor desses novos empreendimentos. O bairro é muito disputado pelo motivo de sua ótima localização para a saída de São Paulo, pois está ao lado da Marginal Tiête e com fácil acesso para as rodovias dos Bandeirantes, Anhanguera e Castelo Branco.